# Eulocastra substituta
Eulocastra substituta là một loài bướm đêm trong họ Noctuidae.